# Uroleucon coloradense
Uroleucon coloradense är en insektsart som beskrevs av Robinson 1986. Uroleucon coloradense ingår i släktet Uroleucon och familjen långrörsbladlöss. Inga underarter finns listade i Catalogue of Life.